# Мста
Мста (на руски: Мста) е река в Тверска и Новгородска област на Русия, вливаща се в езерото Илмен. Дължина 445 km. Площ на водосборния басейн 23 300 km².
Река Мста изтича от северния ъгъл на езерото Мстино (на 152 m н.в.), разположено във Валдайското възвишение, при село Садови в Тверска област. В горното и средно течение протича през северните части на възвишението като в коритото ѝ има множество прагове и бързеи (най-много между село Опеченски Посад и град Боровичи). След устието на река Волма навлиза в Приилменската низина, където течението ѝ се успокоява, долината ѝ силно се разширява и на много места се заблатява. Влива се чрез обширна делта в северния ъгъл на езерото Илмен (част от голямата речна система на река Нева), на 18 m н.в., на 12 km южно от град Велики Новгород. Основни притоци: леви – Березайка (150 km), Крупа (38 km), Сивелба (23 km), Перетна (39 km), Лняная (50 km), Волма (60 km), Холова (126 km); десни – Увер (90 km), Велгия (45 km), Видрица (24 km), Шегринка (74 km), Городня (23 km), Охомля (26 km), Белая (31 km), Отня (35 km), Мда (101 km), Каширка (29 km), Хубка (25 km). Има смесено подхранване с преобладаване на снежното с ясно изразено пролетно пълноводие през април и май. Среден годишен отток на 84 km от устието 202 m³/s. Заледява се в края на ноември или началото на декември, а се размразява през април. По бреговете на реката са разположени множество населени места, в т.ч. град Боровичи и селището от градски тип Любитино в Новгородска област.